# Église Sainte-Thérèse-de-l'Enfant-Jésus de Metz
Pour les articles homonymes, voir église Sainte-Thérèse-de-l'Enfant-Jésus.

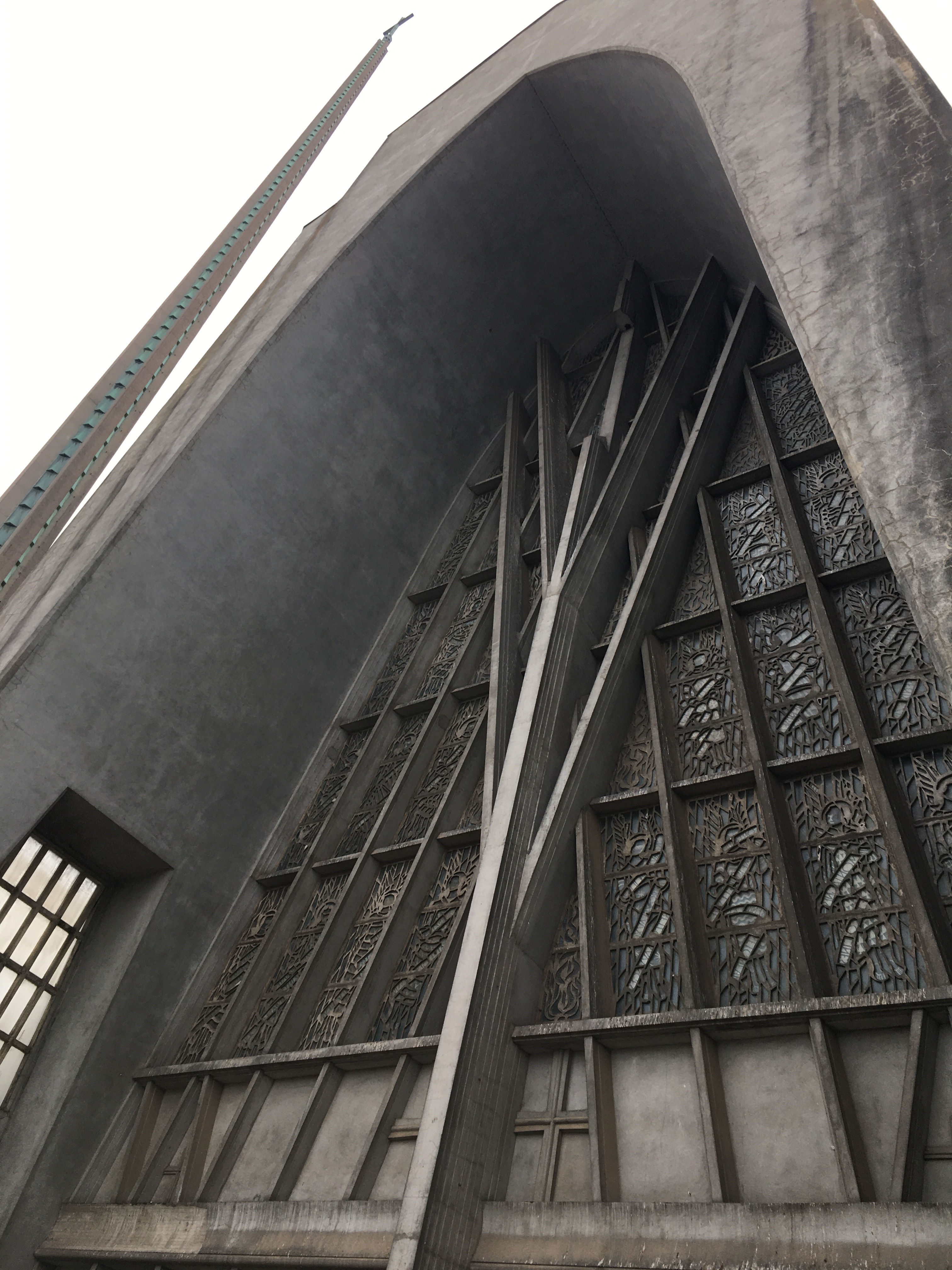
Vue de la façade nord, portail d'entrée, au dessus des portes d'entrée principales

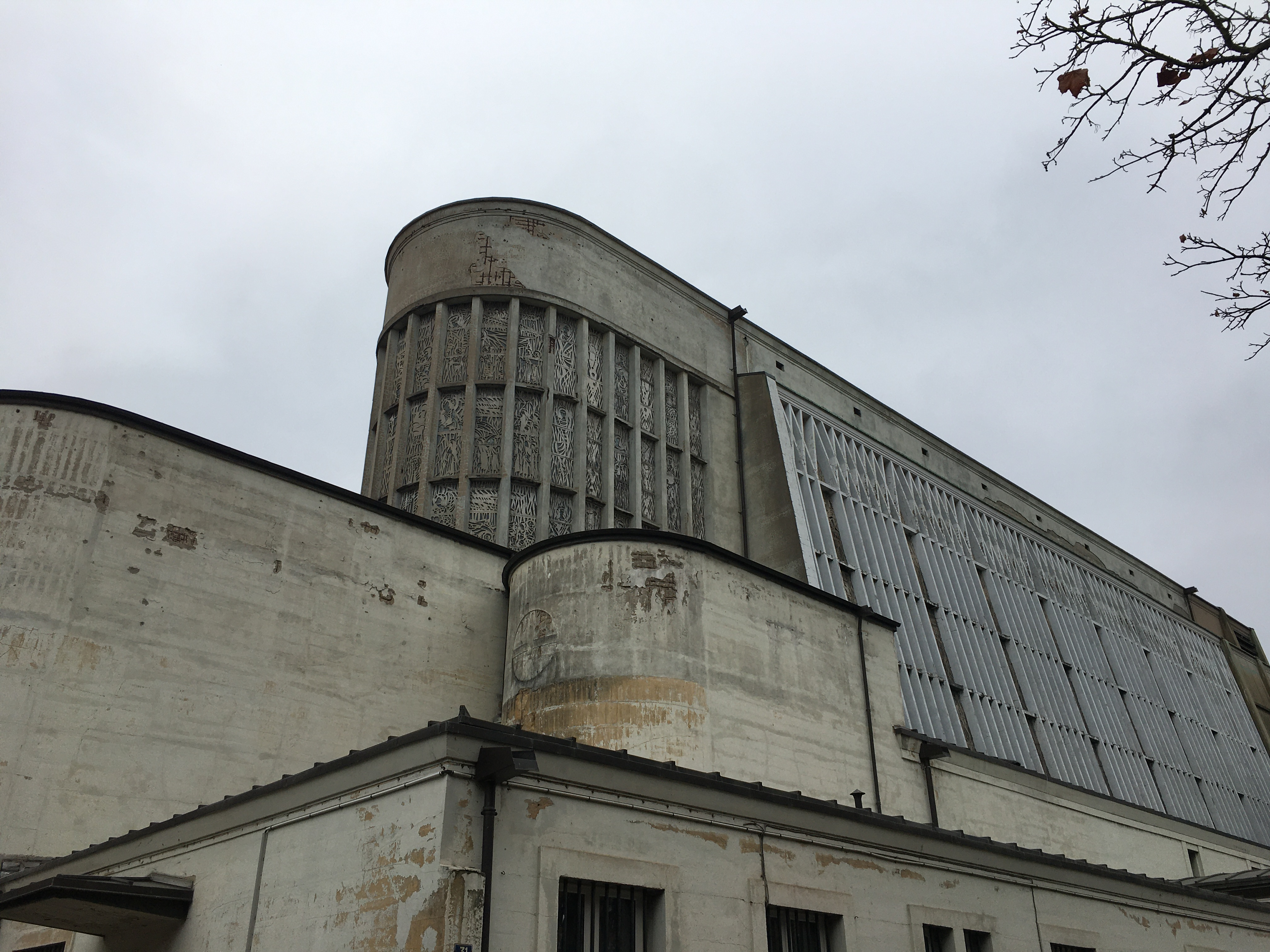
Arrière et chevet de l'édifice

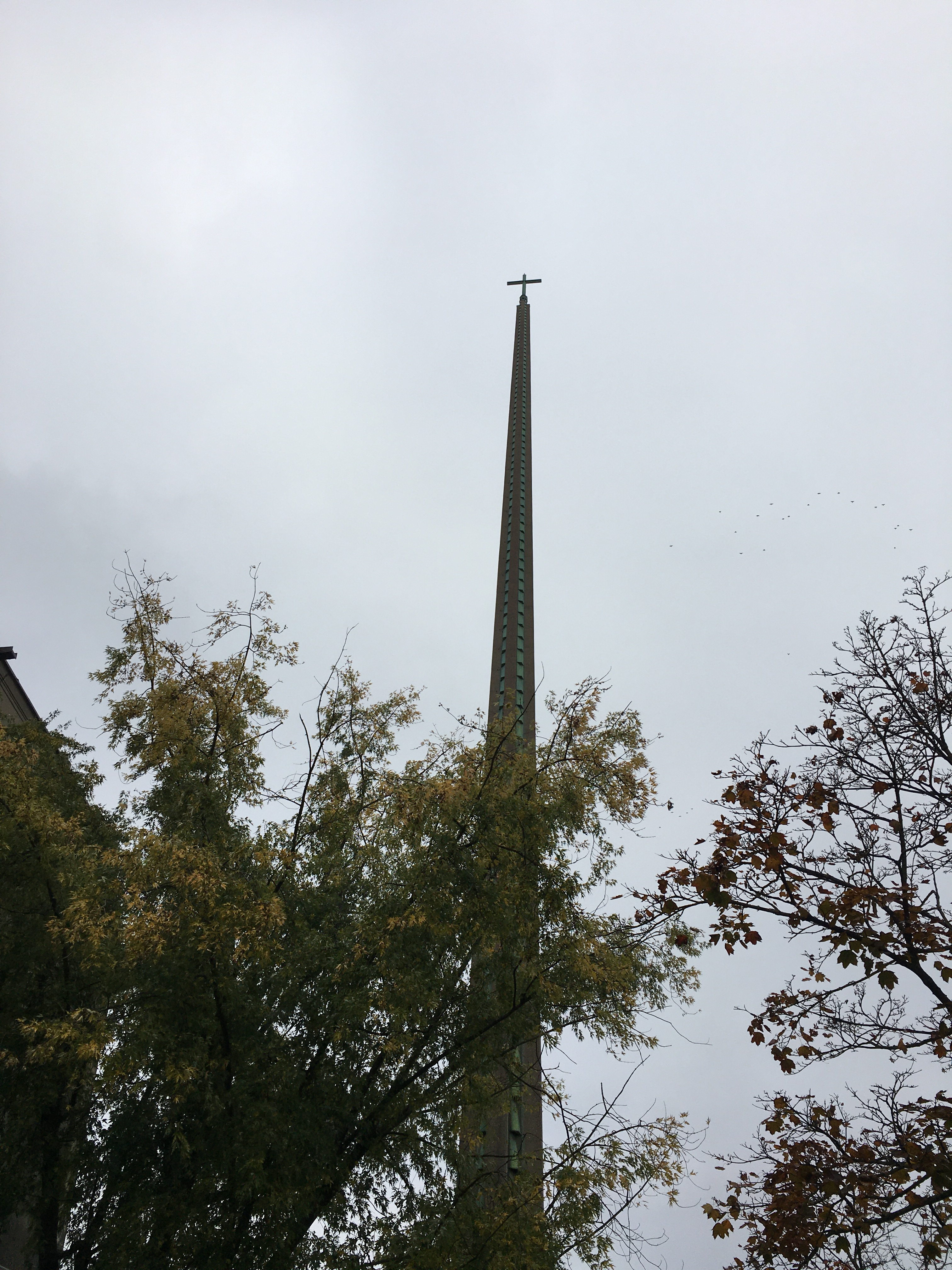
Clocher

L’église Sainte-Thérèse-de-l’Enfant-Jésus est un lieu de culte catholique situé place Philippe-de-Vigneulles dans le quartier Nouvelle Ville à Metz. Elle se dresse à l’emplacement de l’ancienne abbaye de Saint-Arnould. Elle est l’œuvre de l’architecte Roger-Henri Expert en collaboration avec l’architecte messin Théophile Dedun. Les vitraux ont été créés par Nicolas Untersteller selon une technique personnelle et inédite.

## Contexte historique
Le quartier Sainte-Thérèse est urbanisé pendant la première annexion à l'Allemagne (1871-1918). Les principaux bâtiments publics sont l’École supérieure de jeunes filles, de l’École pratique supérieure et de l’hôpital Bon-Secours.  Une église est nécessaire pour ce nouveau quartier. Entre-temps, la ville redevient française en 1918. Le projet de l’architecte messin E. Besh remporte le concours lancé en août 1932. Le style de l'édifice, néo-byzantin, dans l'esprit du Sacré-Cœur de Montmartre, ne fait pourtant pas l'unanimité. Le projet Besh étant contesté, l'architecte Roger-Henri Expert, Second Grand Prix de Rome 1912, entre en lice en avril 1935. Son projet d'église moderne est validé par un avis favorable le 16 octobre 1935. L’évêque, Jean-Baptiste Pelt, émet toujours des réserves le 11 novembre 1935. A une époque où s'oppose encore le courant historisciste, préféré par l'Evêché, et le courant moderniste préféré par la municipalité, l'architecture constitue un enjeu symbolique et politique majeur.

## Construction et aménagements
Les travaux commencent en mai 1938. Le nouvel évêque de Metz, Joseph-Jean Heintz, bénit la première pierre le 9 octobre 1938. En avril 1939, les fondations de la nef sont achevées, mais la guerre interrompt le chantier de construction. Metz est d'autorité devenue une ville du Troisième Reich. Devant ce chantier inachevé, les autorités nazies projettent de démolir les parties basses, en béton armé, déjà coulées et laissées en attente. Le projet reste sans suite. Metz redevenue française, les travaux reprennent en 1947, sous la conduite de Roger-Henri Expert. Les travaux de gros œuvre sur la nef et le chœur s'achèvent en 1954. La réalisation de la flèche sera assurée, après sa mort en 1955, par son ancien élève, l’architecte André Remondet, Prix de Rome 1936.
L'édifice a la forme d’une carène renversée. Celle-ci s’arrondit en une abside semi-circulaire, que flanquent trois absidioles basses. Elle mesure 78 m de long pour une hauteur de 30 m et 25 m de large. L'originalité de l'édifice tient à l'utilisation de portiques en béton armé décoffré. Seize piliers en béton décoffrés obliques (9°) se rejoignent par couples. 1 000 m² de vitraux claustras dus à Nicolas Untersteller illustrent la vie de sainte Thérèse et les activités de la région.
L’édifice est consacré le 9 mai 1954 par Mgr Heintz. La flèche, un grand mât symbolisant un « bâton de pèlerin » de 70 mètres de hauteur, est érigée en 1963 par l'architecte André Remondet, donnant à l'édifice son aspect actuel.

## Restaurations
Des dégradations sur les parements extérieurs sont constatées dès les années 1980, notamment sur les vastes claustras de la nef. La première phase des travaux de restauration est décidée en 1989. La première tranche, portant sur les enduits de parements et le traitement des armatures en acier, est conduite par l’architecte Jean-Louis Jolin de 1989 à 1999. L'arrêté de classement au titre des monuments historiques du 17 novembre 1998 complique aujourd'hui ces mesures de conservation.